# Albert Bettannier
Pour les articles homonymes, voir Bettannier.
Albert Bettannier, né le 12 août 1851 à Metz et mort le 17 novembre 1932 dans le 10e arrondissement de Paris, est un peintre français.

## Biographie
Fils de Jean Bettannier et de Marie Bellatte, Nicolas Albert Bettannier naît en 1851 à Metz. Il fait ses études en Moselle. Après la cession de l'Alsace-Lorraine, Bettannier doit choisir sa nationalité. Il opte pour la nationalité française en 1872 et rejoint Paris.
Grâce à l'Œuvre de l’instruction d’Alsace-Lorraine, Albert Bettannier s'inscrit à Académie des beaux-arts, où il suit les cours d'Henri Lehmann et d'Isidore Pils, ancien Prix de Rome 1841. À partir de 1881, Bettannier acquiert une certaine notoriété au Salon des artistes français, où il expose régulièrement des tableaux rappelant la cession douloureuse de la Lorraine à l'Allemagne.
Après 1890, Albert Bettannier s’intéresse à la peinture sur verre. Mais c'est en tant qu'artiste peintre qu'il obtient la Légion d'honneur en 1908.
Lorsque les relations avec l'Allemagne se tendent, Bettannier reprend le thème de l'Annexion dans ses œuvres, exaltant le souvenir des provinces perdues.
Il meurt le 17 novembre 1932 à Paris, et est inhumé au Cimetière de Vaugirard.

## Œuvres
- La leçon de couture dans un intérieur lorrain, huile sur toile, 1882
- Le Désespoir ou Les Annexés en Lorraine, huile sur toile, 1883 - Collections du Musée de la Cour d'Or, Metz, en prêt au Musée de la Guerre de 1870 et de l'Annexion, Gravelotte
- Illustrations (couverture, frontispice et 2 planches) pour le livre Manuel pratique du fauconnier au XIXe siècle contenant tout ce qu'il faut savoir pour dresser les faucons et autours à la chasse au vol des perdreaux, faisans, canards, lièvres, lapins, etc. de G. Foye. Paris, Pairault, 1886
- Portrait d'homme, huile sur panneau, 1886
- La Tache noire ou La leçon de géographie, 1887 - Deutsches Historisches Museum, Berlin
- Le Désespoir ou Le Conscrit, dessin au crayon sur papier, 1893 - Musée de l'Ermitage, Saint-Pétersbourg
- Intérieur avec couple, huile sur toile, 1894
- Le Départ, huile sur toile, 1898
- Le hameau de la Reine (Château de Versailles), huile sur panneau, 1909
- La Conquête de la Lorraine, 1910
- Les Annexés en Alsace, huile sur toile, 1911 - Collections du Musée de la Cour d'Or, Metz, en prêt au Musée de la Guerre de 1870 et de l'Annexion, Gravelotte
- L'Oiseau de France, 1912
- Le feu d'artifice, huile sur toile, 1913
- Souvenir français, huile sur toile, 1914
- Enchères à l'Hôtel Drouot, 1921
- Portrait de jeune femme, huile sur panneau
- Portrait de femme, huile sur toile
- Chemin bordé de meules, huile sur toile
- Le pique-nique, huile sur panneau
- Paysages maritimes du Rhin, paire d'huiles sur toiles
- Paysages, deux huiles sur panneau
- Promeneurs en barque et baigneur à la rivière ombragée, huile sur toile
- Paysage de Moselle, huile sur panneau
- Trois enfants au livre de géographie, huile sur toile
- Les jardins du Palais Bourbon, huile sur toile
- La Seine à Meudon, huile sur panneau.

### Galerie

La Tache noire ou La leçon de géographie, 1887
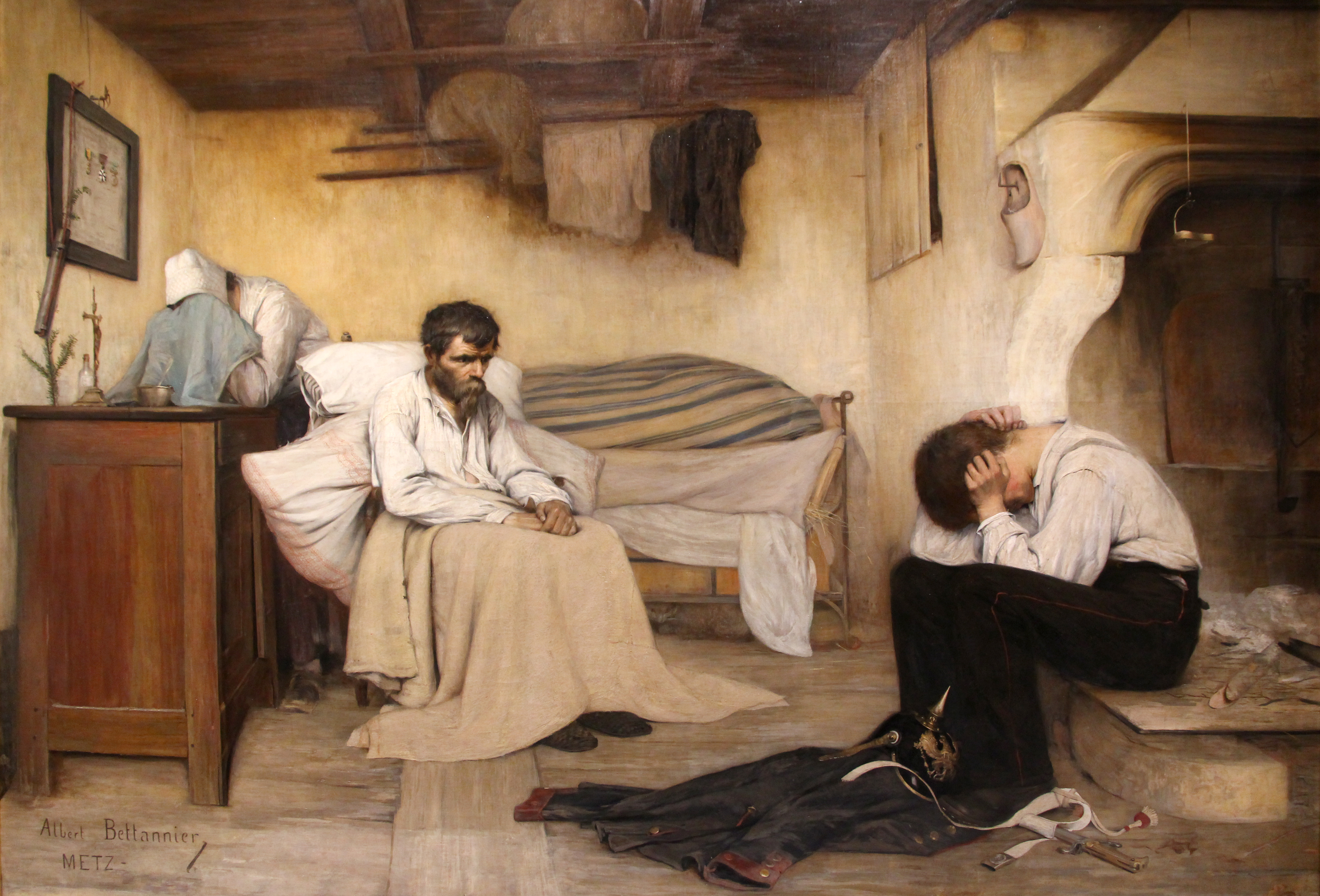
Le Désespoir ou Les Annexés en Lorraine, 1883
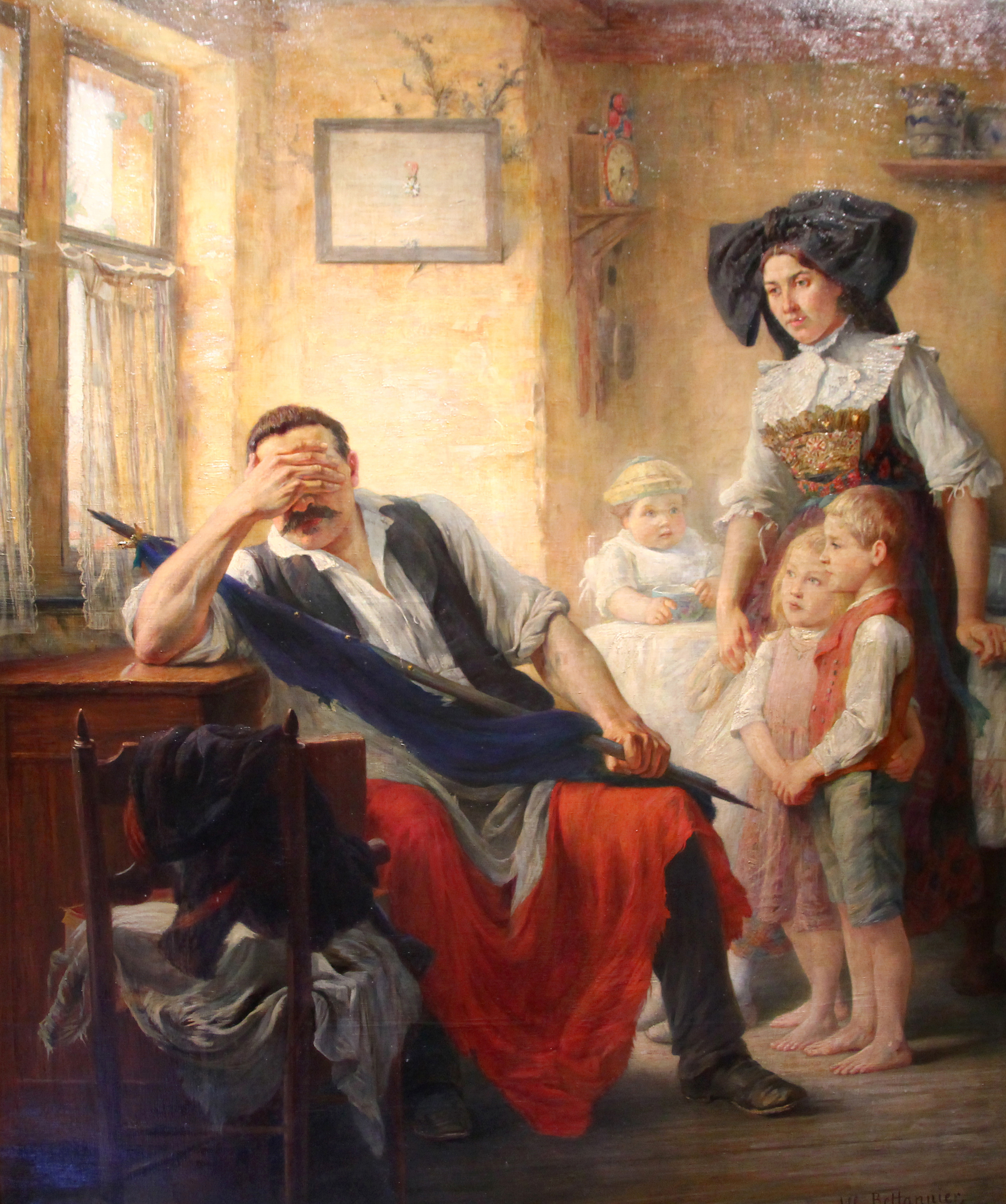
Les Annexés en Alsace, 1911
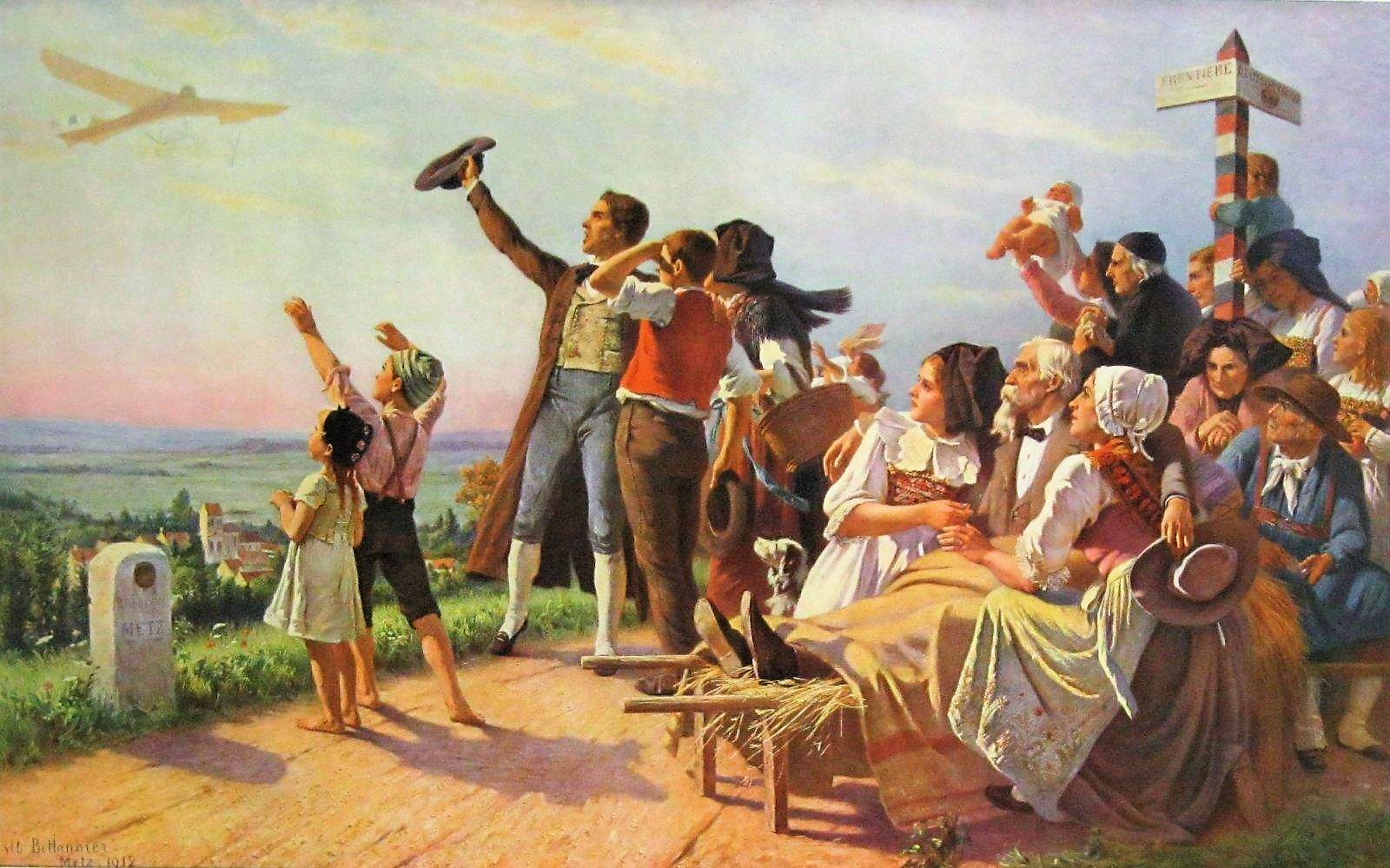
L'Oiseau de France, 1912
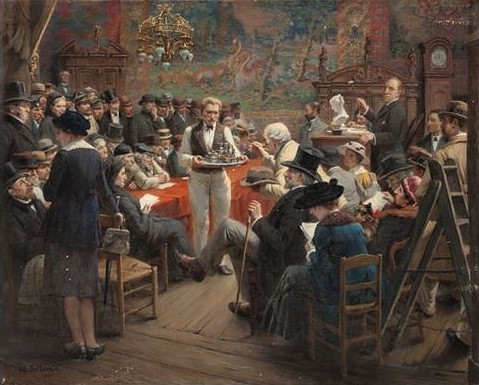
Enchères à l'Hôtel Drouot, 1921